# Народный блок (Малайзия)
Народный блок (или Народный союз) (малайск. Pakatan Rakyat / PR, кит. 人民联盟 / 民联) — коалиция трёх оппозиционных партий Малайзии, выступивших единым фронтом на выборах 2008 года: Партия демократического действия, Панмалайзийская Исламская партия (ПМИП), Партия народной справедливости. Членом блока на уровне штата Саравак является также Национальная партия Саравака.
Блок значительно потеснил позиции правящего Национального фронта в парламенте и лишил его конституционного большинства, завоевав 82 места из 222 (на предыдущих выборах у оппозиции было всего 21 место) и сформировав правительства в штатах Кедах, Келантан, Селангор и Пинанг. Первоначально правительство блока было сформировано и в Пераке, но в результате откровенного давления федерального правительства, которое поддержал и султан Перака, блок потерял контроль над штатом. Блок получил также большинство в Куала-Лумпуре, но по существующему законодательству, административные органы столицы, включая мэра, назначаются федеральным правительством. На всеобщих выборах 5 мая 2013 года блок завоевал 89 мест в парламенте и сохранил контроль над тремя штатами: Келантан, Пинанг и Селангор.
По существу создание коалиции трёх оппозиционных партий привело к образованию в Малайзии двухполюсной (двухпартийной) системы. С одной стороны, выступает Национальный фронт, тоже являющийся блоковой организацией (объединяет 13 партий при ведущей роли Объединённой малайской национальной организации), а с другой — Народный блок. Но в отличие от Национального фронта, состоящего из партий, построенных по национальному (коммуналистскому) принципу, Народный блок включает формально многонациональные партии (левую, либеральную и исламистскую), открытые для всех граждан Малайзии.
Успех Народного блока на выборах отразил важные изменения в сознании малайзийцев, которые ранее считали, что их интересы могут отстаивать только организации, созданные по национальному признаку.
В связи с выходом Панмалайзийской исламской партии 16 июня 2015 г. блок прекратил существование. Вместо него был создан Альянс «Надежда», в котором место ПМИП заняла отколовшаяся от него группа «Доверие».